# تالاپ تالاپ قلبم
تالاپ تالاپ قلبم (انگلیسی: My Heart Twinkle Twinkle; کره‌ای: 내 마음 반짝반짝) یک مجموعه تلویزیونی محصول کره جنوبی سال ۲۰۱۵ با بازی جانگ شین یونگ، به سو بین، لی ته ایم و نام بو را است. این مجموعه از ۱۷ ژانویه تا ۱۲ آوریل ۲۰۱۵، روزهای شنبه و یکشنبه ساعت ۲۲:۰۰ (کی‌اس‌تی) از اس‌بی‌اس برای ۲۶ قسمت پخش شد.

## بازیگران
- جانگ شین یونگ در نقش لی سون جین
  - لی یونگ اون در نقش جوانی سون جین
- به سو بین در نقش چون وون تاک
- لی ته ایم در نقش لی سون سو
  - هو جونگ اون در نقش جوانی سون سو
- لی پیل مو در نقش جانگ سون چول
- نام بو را در نقش لی سون جونگ
  - شین رین آه در نقش جوانی سون جونگ
- اوه چانگ سوک در نقش چا دو هون